# Agrochola flavescens
Agrochola flavescens är en fjärilsart som beskrevs av Barend J. Lempke 1964. Agrochola flavescens ingår i släktet Agrochola och familjen nattflyn. Inga underarter finns listade i Catalogue of Life.